# Església de Saint-Martin (Vindrac e Alairac)
Saint-Martin és l'església parroquial de Vindrac e Alairac (departament del Tarn, a la regió de Occitània, França).
Va ser construïda al segle xv i té un campanar amb base quadrada sobre el qual es va construir al segle xvi dos pisos de pedra en forma octogonal que ofereix la particularitat de tenir els pilars en el segon pis muntats directament sobre el sostre del pis inferior. La nau central acaba amb un cor poligonal. Les finestres han conservat els seus mainells, adornats amb fullatge, escuts d'armes i inscripcions. Al seu interior hi ha pintures del segle xix.
L'església va ser declarada monument històric al 28 d'octubre de 1927.

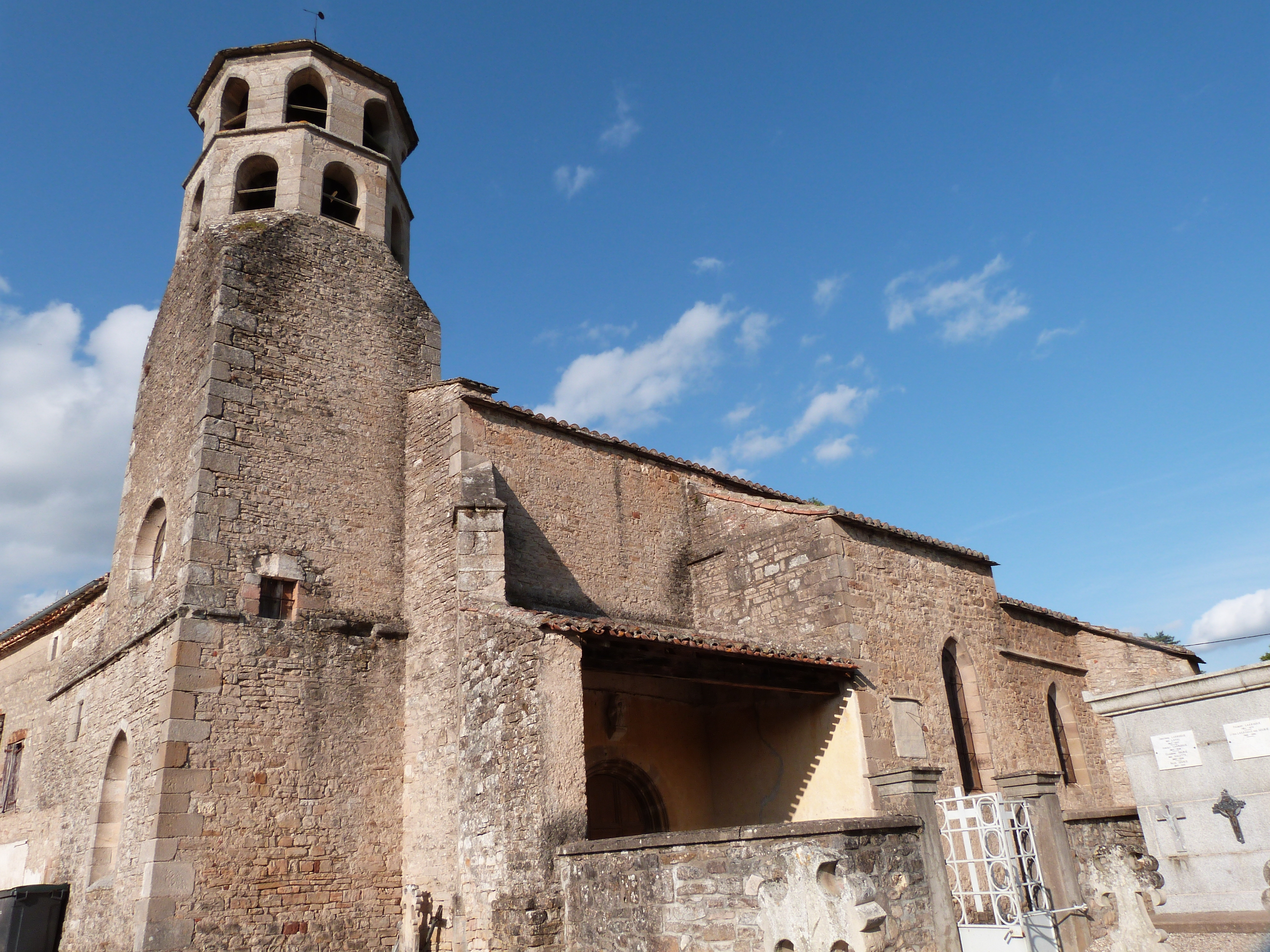
Façana occidental
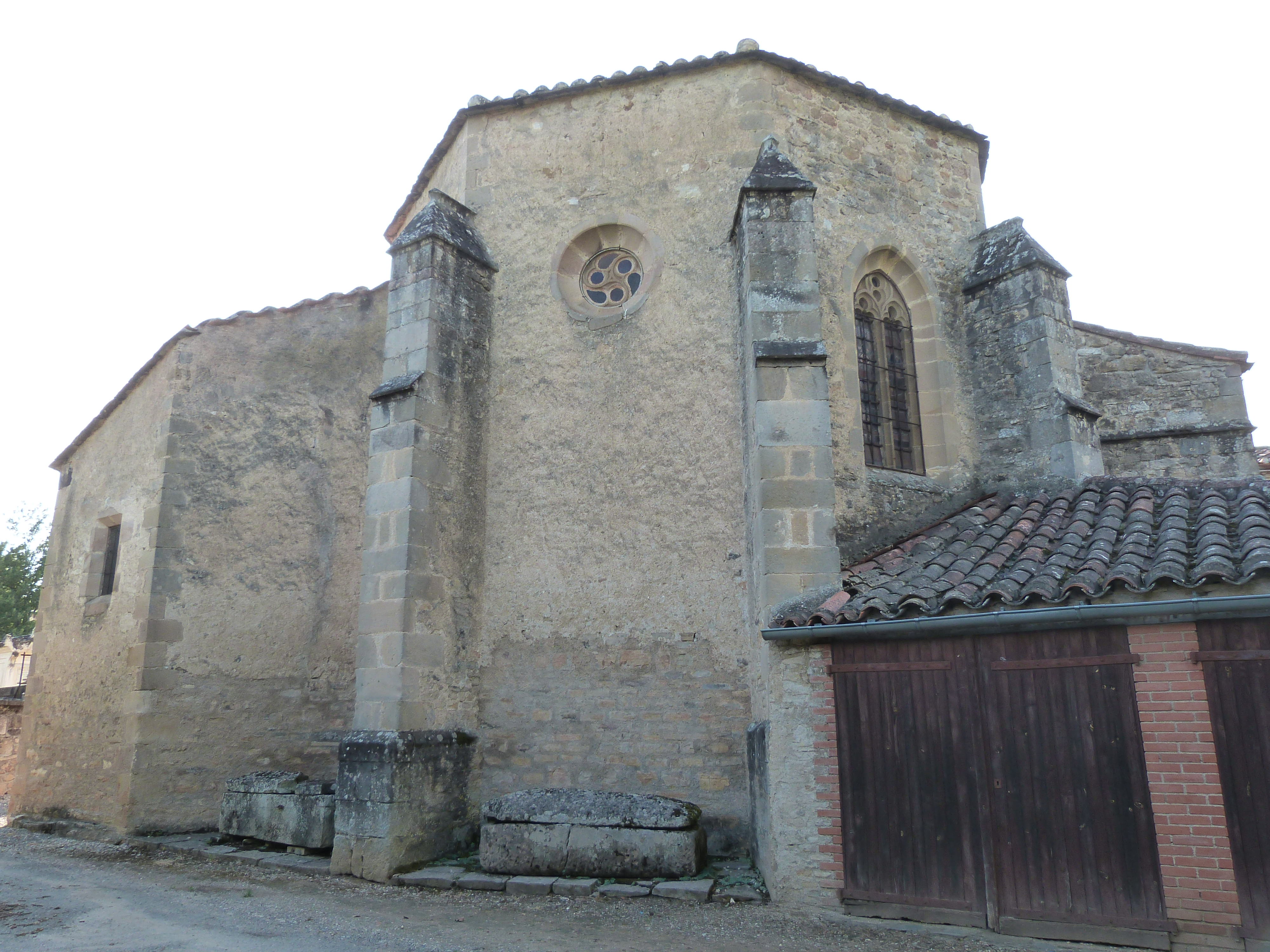
Façana sud
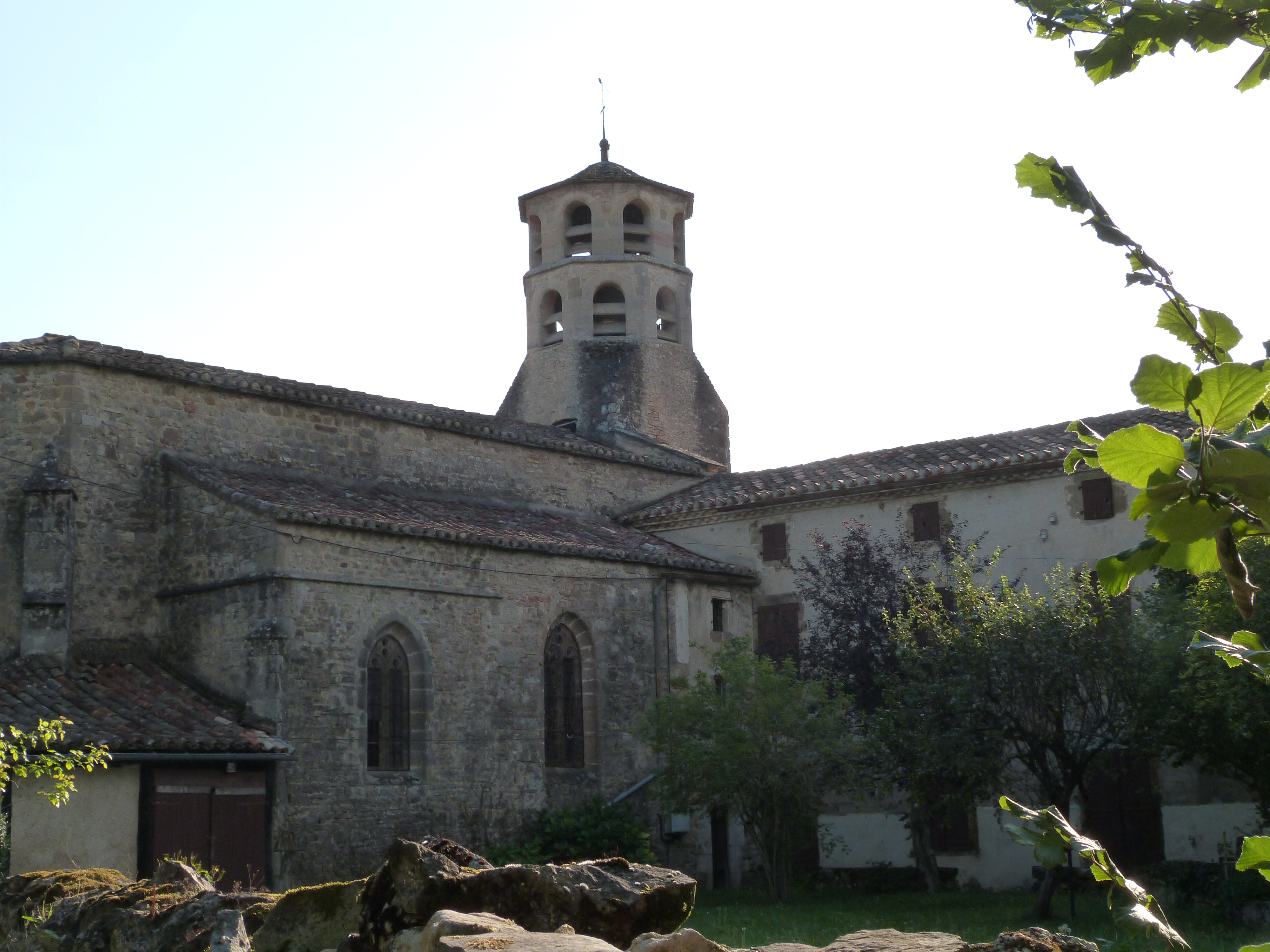
Façana oriental
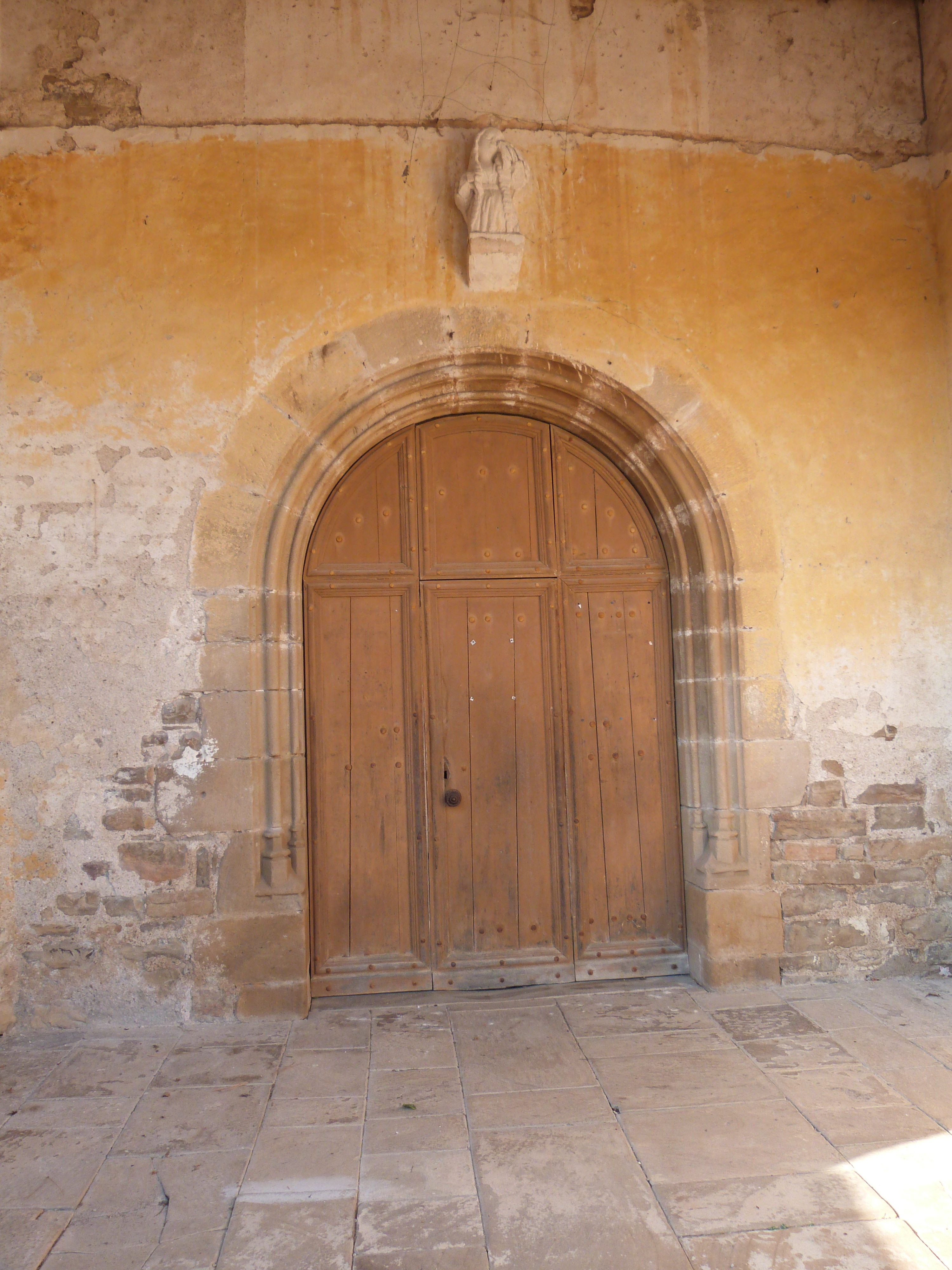
Porta de l'església
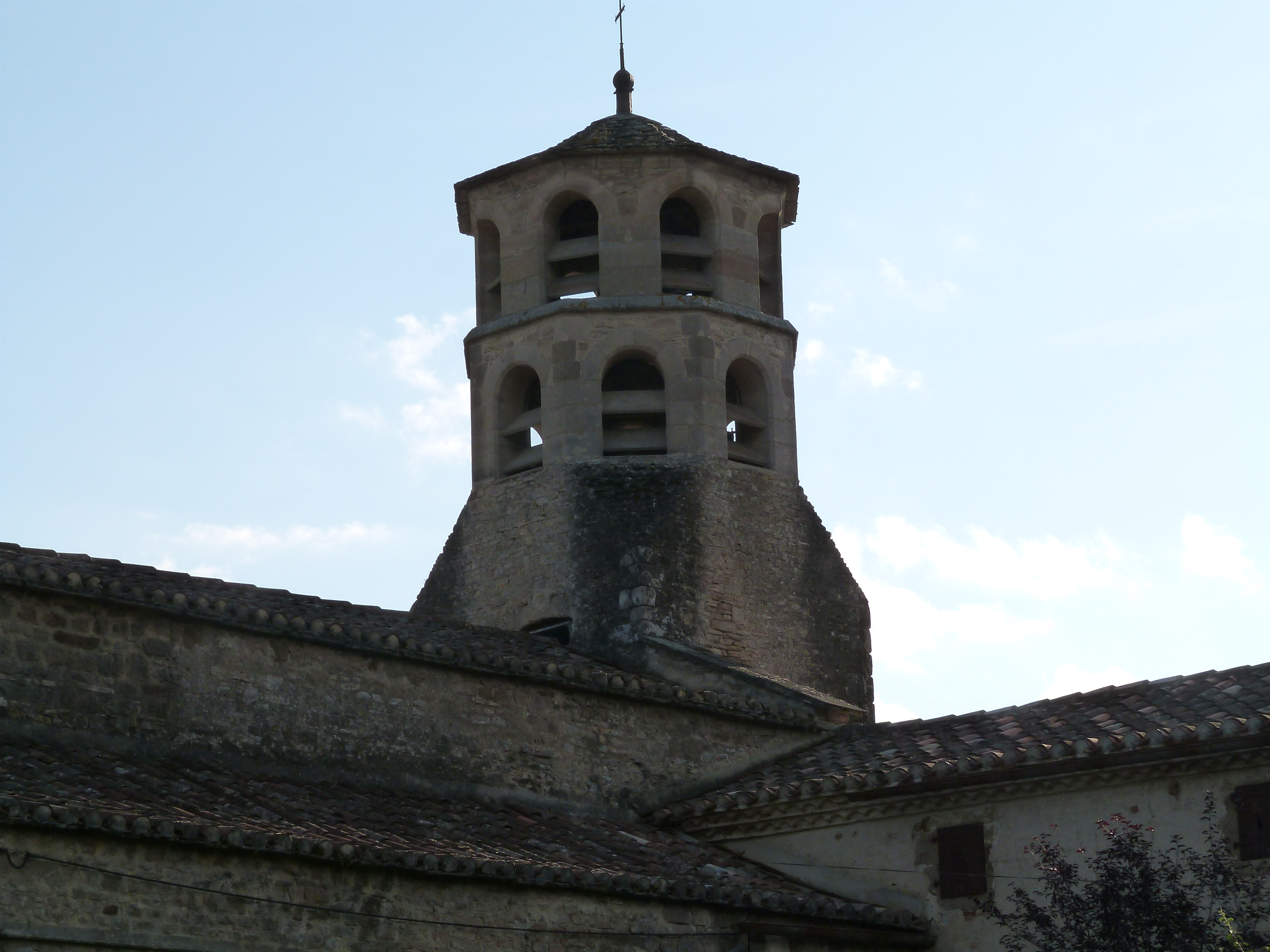
Pisos octogonals del campanar